# Mademoiselle C
Mademoiselle C è un documentario del 2013 diretto da Fabien Constant, incentrato sulla figura di Carine Roitfeld, giornalista francese, editrice e direttrice della rivista Vogue dal 2001 al 2011 e CR Fashion Book.

## Distribuzione
Il primo trailer del documentario viene diffuso il 20 agosto 2013.
Il documentario è stato distribuito nel mese di settembre negli Stati Uniti d'America e nel Regno Unito. In Italia arriva a partire dal 15 maggio 2016 in contemporanea sia al cinema che in streaming.